# TAKARAZUKA1000days劇場
TAKARAZUKA1000days劇場（たからづかせんデイズげきじょう）は、1998年5月30日から2000年12月13日まで東京都千代田区丸の内3-8-3（東京都旧丸の内庁舎跡地）に開設された宝塚歌劇団専用の仮設劇場。
閉場後に改装の上、開設された商業施設である有楽町インフォス（ゆうらくちょうインフォス）および東京スポーツスクエア（とうきょうスポーツスクエア）、SusHi Tech Square（すしテックスクエア）についてもこの項で記述する。

## 概要

### 劇場概要
1997年に老朽化した東京宝塚劇場を複合高層ビル（現:東京宝塚ビル）への建て替えに伴い、宝塚歌劇の東京公演の拠点として使用された。使用期間が約1000日間（実際は929日）だったことが、劇場名の由来である。旧・東京宝塚劇場時代は年間7か月しか公演できなかったが、この専用劇場の開場で東京でも通年公演が可能になった。
JR東海道線（山手線・京浜東北線）・東海道新幹線の高架を超えて日比谷側（現:東京国際フォーラム）も含めた一帯が東京都庁旧庁舎（東6号館）跡地で、土地は東京都の所有（都有地）である。興行主体の阪急電鉄（法人としては現在の阪急阪神ホールディングス）が東京都と定期土地賃貸借契約（定期借地権）を結び、期間満了後の2001年に更地に戻す事を条件に、プレハブ建築で竣工された。
あくまで仮設劇場であるため、迫と大劇場相当のオーケストラピットがなく、音楽は録音したものを使用していた（例外的に、杮落とし公演の月組および翌年の星組『WEST SIDE STORY』では、オーケストラピット＋左右花道の上にオケスペースを設置し生演奏にて公演を実施した。）。また、遮音も完全ではなく、静かな場面では、すぐ横を走る東海道新幹線の列車の走行音が聞こえることもあった。
客席は1階席のみで、全2031席。シートが硬かったため、途中から座布団が置かれた。劇場脇には、宝塚歌劇のグッズショップ「キャトルレーヴ」も併設されていた。

### 閉場後の暫定利用
2000年末の閉場後、当初の賃借契約では建物は解体し更地に戻す条件であったが、解体に伴う廃棄物の抑制を理由とする東京都の意向で、建物の所有権を阪急から住友不動産が譲受し、土地について東京都から10年間の定期借地権契約を締結。建物内部の劇場設備を取り払い2階建てに改築した上で専門店形態のショッピングセンター「インフォス有楽町」へ改称し、同年11月にソフマップ・無印良品がそれぞれ1フロアを占有する旗艦店として開店した。
2006年5月に、ソフマップが、ビックカメラと提携した事に伴う合理化の一環で閉店し、入れ替わりでビックカメラ有楽町店別館（2010年1月よりテレビ館）とコメ兵が入居した。
2010年5月に、東京都が2011年1月に到来する定期借地権の契約期間満了を以て契約終了とする事が報じられたため、契約が延長されない場合は2011年1月でテナントが撤退し、建物が解体される予定だった。しかし、東京都が方針を変更し、2016年5月までの契約を締結したため、ビックカメラとコメ兵のみが撤退し、2011年9月1日に、1階にロフトがオープンし、同時に2・3階の無印良品もリニューアルされた。ロフトは旗艦店として運営。
2017年度中に再開発の都市計画決定を目指しており、国家戦略特区による事業として提案を行っている。またロフトは2017年6月11日を以て撤退し、銀座に移転する。最後まで残っていた無印良品も2018年12月2日で閉店した。2019年2月よりラグビーワールドカップと2020年東京オリンピック・パラリンピックに向けた拠点である「東京スポーツスクエア」として運営されている。期間中はラグビーワールドカップのボランティア及び東京2020大会のフィールドキャスト・シティキャストのオリエンテーション・研修、ラグビーワールドカップ期間中はファンゾーンとして、また東京2020大会期間中はオリンピック・パラリンピック開催都市メディアセンターとして利用される。
大会後は都が新型コロナの無症状感染拡大時療養施設として利用し、その後2023年8月より東京都が運営する「SusHi Tech Square」として運営されている。

## 劇場で行われた公演
- 月組『WEST SIDE STORY』（1998年5月30日 - 7月6日、主演:真琴つばさ）（杮落とし公演）
- 宙組『エクスカリバー/シトラスの風』（7月11日 - 8月17日、姿月あさと）
- 花組『SPEAK EASY/スナイパー』（8月22日 - 10月5日、真矢みき）
- 星組『皇帝/ヘミングウェイ・レヴュー』（10月10日 - 11月23日、麻路さき）
- 雪組『浅茅が宿/ラヴィール』（11月28日 - 12月26日、轟悠）
- 月組『黒い瞳/ル・ボレロ・ルージュ』（1999年1月2日 - 2月7日、主演:真琴つばさ）
- 宙組『エリザベート』（2月12日 - 3月29日、姿月あさと）
- 花組『夜明けの序曲』（4月3日 - 5月10日、愛華みれ）
- 星組『WEST SIDE STORY』（5月15日 - 6月27日、稔幸）
- 雪組『再会/ノバ・ボサ・ノバ』（7月2日 - 8月15日、轟悠）
- 月組『螺旋のオルフェ/ノバ・ボサ・ノバ』（8月20日 - 9月27日、真琴つばさ）
- 宙組『激情/ザ・レビュー'99』（10月2日 - 11月14日、姿月あさと）
- 花組『タンゴ・アルゼンチーノ/ザ・レビュー'99』（11月19日 - 12月26日、愛華みれ）
- 星組『我が愛は山の彼方に/グレート・センチュリー』（2000年1月2日 - 2月6日、稔幸）
- 雪組『バッカスと呼ばれた男/華麗なる千拍子』（2月11日 - 3月19日、轟悠）
- 宙組『砂漠の黒薔薇/GLORIOUS!!』（3月24日 - 5月7日、姿月あさと）
- 月組『LUNA/BLUE・MOON・BLUE』（5月12日 - 6月26日、真琴つばさ）
- 花組『源氏物語　あさきゆめみし/ザ・ビューティーズ!』（7月1日 - 8月14日、愛華みれ）
- 星組『黄金のファラオ/美麗猫』（8月19日 - 9月17日、稔幸）
- 雪組『デパートメント・ストア/凱旋門』（9月22日 - 10月29日、轟悠）
- 宙組『望郷は海を越えて/ミレニアム・チャレンジャー!』（11月3日 - 12月12日、和央ようか）
- 特別公演『アデューTAKARAZUKA1000days劇場』（12月13日）